# Rustefjelbma
Rustefjelbma (nordsamiska: Ruostafielbmá, kvänska: Ruostefjelma) är en kyrkby i Tana kommun i Finnmark fylke i norra Norge. Byn ligger där fylkesväg 98 möter fylkesväg 8080, på den västra sidan av Tana älv. Här finns Tana kyrka.